# Visages, villages
Visages, villages je francouzský dokumentární film z roku 2017, který režírovali Agnès Varda a JR. Snímek měl světovou premiéru na filmovém festivalu v Cannes dne 19. května 2017.

## Děj
Oba autoři cestují po francouzském venkově v kamionu, který umožňuje okamžitý tisk velkoformátových fotografií. Setkávají se s lidmi a vylepují v místech, která navštíví, jejich obří fotografické portréty.
Projíždějí různými oblastmi s venkovským charakterem anebo poznamenaných deindustrializací jako Bonnieux, Le Havre nebo Reillanne.

## Ocenění
- Mezinárodní filmový festival ve Vancouveru: cena diváků
- Festival v Torontu: Cena Grolsch People's Choice za dokumentární film
- Časopis Time: zařazen mezi 10 nejlepších filmů roku 2017
- Cena Independent Spirit: nejlepší dokumentární film
- Filmový festival v Cannes: Cena Zlaté oko
- Oscar: nominace na nejlepší dokumentární film
- César: nominace v kategoriích nejlepší dokumentární film a nejlepší filmová hudba (Matthieu Chedid)